# Condado de Peach
O Condado de Peach é um dos 159 condados do Estado americano de Geórgia. A sede do condado é Fort Valley, e sua maior cidade é Fort Valley. O condado possui uma área de 392 km², uma população de 23 668 habitantes, e uma densidade populacional de 60 hab/km² (segundo o censo nacional de 2000). O condado foi fundado em 8 de julho de 1824.